# Friends Turbo
Friends Turbo je skladba německé skupiny Scooter z alba The Big Mash Up. Jako singl vyšla píseň v roce 2011. Tato píseň je ústřední melodií k nizozemskému filmu New Kids Turbo, ke kterému Scooter vytvořily soundtrack. Původně měla píseň vyjít ve dvojsinglu s písní The Only One, ale byla vydána jako samostatný singl. Píseň je navíc i cover k jejich staršímu hitu Friends z roku 1995. Jedná se o první singl na kterém spolupracoval jejich nový studiový asistent Chris Avantgarde.

## Seznam skladeb
1. Friends Turbo (Movie Version) - (3:20)
2. Friends Turbo - (3:19)
3. Friends Turbo (D'n'B Mix) - (4:02)